# Деткор
Деткор (енгл. deathcore) је поджанр хеви метала који комбинује карактеристике металкора и дет метала. Термин је настао средином деведесетих година 20. века, мада је овај жанр тек касније стекао извесну популарност, нарочито на југозападу САД.

## Карактеристике
Брејкдаунови (енгл. breakdowns) су врло битан део деткор музике и долазе из металкора, док су рифови слични онима у дет металу, мада могу бити слични рифовима у металкору, али са штимом налик штиму у дет металу.
Што се вокала тиче, најчешће се користе граулови ("режање") из дет метала и вриштање из металкора. Многи деткор бендови користе и тзв. скичање (енг. pig squeals). "Чисто" певање, с друге стране, готово да се не користи.

## Критике
Многи љубитељи хеви метала критикују деткор како због употребе брејкдаунова, тако и због мешања дет метала и металкора самог по себи.
Занимљиво је да многи деткор бендови себе не сматрају деткор бендовима (Акејша Стрејн је пример)

## Представници
- Вајтчепел (Whitechapel)
- Ол Шел Периш (All Shall Perish)
- Емјур (Emmure) (комбинују деткор и ну метал)
- Атила (Attila) (комбинују деткор и ну метал)
- Карнифекс (Carnifex)
- Виндс ов Плејг (Winds of Plague) (изводе тзв. симфонијски деткор)
- Акејша Стрејн (The Acacia Strain)
- Бринг ми д Хорајзон (Bring Me The Horizon) (само први албум)
- Челси Грин (Chelsea Grin)
- Суисајд Сајленс (Suicide Silence)
- Џоб фор а каубој (Job for a Cowboy) (само најранији материјал)
- Диспајзд Ајкон (Despised Icon)
- Ез Блад Ранс Блек (As Blood Runs Black)
- Ај Диклер Вор (I Declare War)
- Дај Арт из Мердер (Thy Art Is Murder)